# ロバート・ハミルトン (第8代ベルヘイヴン＝ステントン卿)
第8代ベルヘイヴン＝ステントン卿ロバート・モンゴメリー・ハミルトン（英語: Robert Montgomery Hamilton, 8th Lord Belhaven and Stenton KT、1793年 – 1868年12月22日）は、イギリスの貴族。ホイッグ党に属し、1819年から1832年までスコットランド貴族代表議員を務めた。

## 生涯

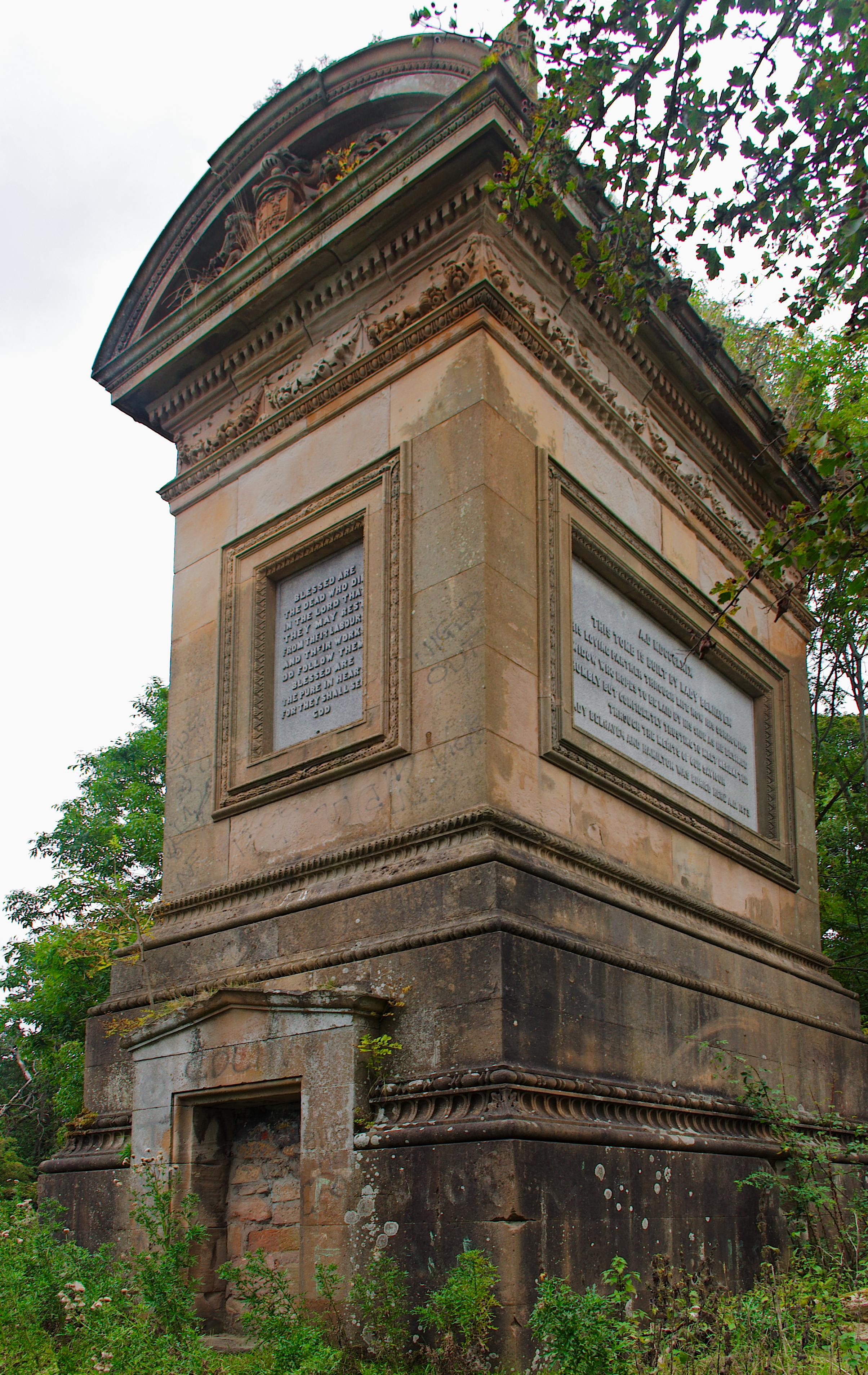
第8代ベルヘイヴン＝ステントン卿の墓、2019年撮影。

第7代ベルヘイヴン＝ステントン卿ウィリアム・ハミルトンと妻ペネロープ（Penelope、旧姓マクドナルド（Macdonald）、1816年5月5日没、ロナルド・マクドナルドの娘）の長男として、1793年に生まれた。
1814年10月29日に父が死去すると、ベルヘイヴン＝ステントン卿位を継承した。
ホイッグ党に属し、1819年から1832年までスコットランド貴族代表議員を務めた。1831年戴冠式記念叙勲において、1831年9月10日に連合王国貴族であるラナークシャーにおけるウィショーのハミルトン男爵に叙され、1833年6月28日にハミルトン男爵として貴族院議員に就任した。
1861年7月1日、シッスル勲章を授与された。
スコットランド教会総会への勅使を長期間（1831年 – 1841年、1847年 – 1851年、1853年 – 1857年、1860年 – 1866年）務めたほか、1863年8月6日にラナークシャー統監に任命され、1868年に死去するまで務めた。
1868年12月22日にウィショー・ハウスで死去した。子供がおらず、ウィショーのハミルトン男爵位は廃絶、ベルヘイヴン＝ステントン卿位は休止となった。その後、ベルヘイヴン＝ステントン卿位は1875年の貴族院裁定により法律上の6代卿の叔父の曽孫にあたるジェームズ・ハミルトンが継承していたことが決定された。

## 家族
1815年12月16日、ハミルトン・キャンベル（Hamilton Campbell、1790年ごろ – 1873年9月8日、ウォルター・フレデリック・キャンベルの娘）と結婚したが、2人の間に子供はいなかった。